# Мараведи
Мараведи (на испански: maravedí, производно от арабски المرابطون al-murabitun, ед.ч. مرابط murabit) е испанска монета от 11 и 12 век, първоначално сечена от злато в Кордоба от династията на Алморавидите.
След 1474 г. това е най-малката испанска бронзова монета. Излиза от обращение през 1848 г.